# Donínský potok
Donínský potok (též Brodecký potok nebo Litoltovský potok) je vodní tok v Doupovských horách v okresech Karlovy Vary a Chomutov. Je dlouhý 9,9 km, plocha jeho povodí měří 20 km² a průměrný průtok v ústí je 0,16 m³/s. Správci toku jsou státní podnik Lesy ČR a Ministerstvo obrany.
Potok pramení v Doupovských horách ve Vojenském újezdu Hradiště v Karlovarském kraji v nadmořské výšce 720 metrů asi tři čtvrtě kilometru východně od vrchu Lesná, přibližně v místech zaniklé vesnice Litoltov. První dvě třetiny toku vedou vojenským prostorem, kde teče částečně odlesněnou krajinou na severovýchod, míjí zaniklou vesnici Donín a za hranicí prostoru přitéká do Brodců. Tam se stáčí k severu a protéká údolím mezi samotou Meziříčí a národní přírodní rezervací Úhošť. Severně od Úhoště protéká ještě Zásadou u Kadaně, pod kterou se v nadmořské výšce 290 metrů vlévá zprava do Ohře.